# دانیلا پوجی
دانیلا پوجی (ایتالیایی: Daniela Poggi؛ زادهٔ ۱۷ اکتبر ۱۹۵۴) بازیگر اهل ایتالیا است. او در سال ۲۰۰۱ به عنوان سفیر حسن نیت یونیسف انتخاب شد.
از فیلم‌هایی که وی در آن نقش داشته‌است، می‌توان به آخرین اُرجی گشتاپو، معضل بزرگ، زنت را به من قرض بده، افسون، دارم یه قایق تفریحی می‌گیرم، ارادهٔ آنا، دکتر ام، من و پسرم – ماجراهای جدید برای کمیسر ویوالدی، بهیار، راننده‌کامیون‌ها، فصلی از زندگی بزرگان و شام اشاره کرد.